# Glyphonycteris
Glyphonycteris es un género de murciélagos perteneciente a la familia Phyllostomidae.

## Especies
Contiene las siguientes especies:
- Glyphonycteris behnii (Peters, 1865)
- Glyphonycteris daviesi (Hill, 1964)
- Glyphonycteris sylvestris (Thomas, 1896)